# Герб на Бруней
Гербът на Бруней (от хералдическа гледна точка - емблема) присъства в националното знаме на страната. Одобрен е през 1932 година. В герба присъстват пет основни компонента според официалната страница на правителството на Бруней. Това са знамето, кралският чадър, крилата, ръцете и полумесецът.
В полумесеца е изписано на арабски език мотото на страната: „Бруней Даруссалам“ или „Бруней, родина на свободата!“. Под него е знамето, на което е изписано също на арабски „Бруней, страна на мир“.
Крилата символизират защитата на мира и справедливостта. Под тях е полумесецът, символ на исляма, националната религия на Бруней. Ръцете символизират дългът на правителството за защита на народа на страната.